# The Brian Jonestown Massacre
The Brian Jonestown Massacre (häufig abgekürzt als BJM oder The BJM) ist eine Neo-Psychedelic-Rock-Band, die in den frühen 1990er Jahren in San Francisco gegründet wurde.

## Besetzung
Seit ihrer Gründung durch Anton Newcombe und Matt Hollywood hatte die Band eine große Anzahl von personellen Veränderungen. Multi-Instrumentalist und Haupt-Songwriter Anton Newcombe ist das einzige Mitglied, das seit den Anfängen bei The Brian Jonestown Massacre dabei ist.
Es gibt mindestens zwei Dutzend Musiker, die schon bei BJM mitgespielt haben. Ehemalige Mitglieder sind unter anderem der Tamburinspieler Joel Gion, ein Gründungsmitglied der Band The San Francisco Dilettantes, außerdem diverse Gitarristen, wie Jeff Davies, Matt Hollywood (Gründungsmitglied der Indie-Rock-Band The Out Crowd), Peter Hayes (Gründungsmitglied von Black Rebel Motorcycle Club) Rob Campanella (Produzent und Studio-Ingenieur und Mitglied der Band The Quarter After), Sune Rose Wagner (Gründungsmitglied von Psyched up Janis, The Tremolo Beer Gut und The Raveonettes), Bobby Hecksher (Gründungsmitglied der Band The Warlocks), Matt Tow (ehemals ein Mitglied von Drop City, Gründungsmitglied von The Lovetones), Brian Glaze (Solo-Künstler und Mitglied von The Gris Gris), David Koenig (Mitglied von Spindrift und Clean Prophets). Ebenso war der Schlagzeuger Christian Omar Madrigal Izzo von Chokebore, Shadow Project, und Christian Death 1334 für kurze Zeit Mitglied der Band.
Aktuelle Langzeit-Mitglieder sind Collin Hegna und Frankie „Teardrop“ Emerson. Der Langzeitgitarrist Ricky Rene Maymi wurde zwischen 2004 und 2007 durch Irina Yaikowsky ersetzt.

## Name
Der Bandname ist eine Zusammensetzung aus dem Mitbegründer der Rolling Stones, Brian Jones, sowie der von Sektenführer Jim Jones 1974 gegründeten Siedlung Jonestown, in der es 1978 zu Selbstmorden und zur Ermordung von Anhängern des Peoples Temple kam (siehe Jonestown-Massaker).

## Verschiedenes
Straight Up and Down (vom Album Take It From The Man!, 1996) ist Titel- und Eingangssong („Theme“) der Serie Boardwalk Empire (Serienstart 2010).

### Tourneeabbruch in Australien (2023)
Im November 2023 musste die Band ihre ANZ-Tournee, die am 9. November in Auckland, Neuseeland, begonnen hatte, abrupt abbrechen: Am 21. November kam es auf der Bühne im Forum Melbourne zum Streit zwischen Anton Newcombe und Ryan Van Kriedt. Die Auseinandersetzung eskalierte und führte dazu, dass die restlichen Termine der Tour abgesagt werden musste. 
Dieser Vorfall wurde über Social Media verbreitet und zeigte die Spannungen innerhalb der Gruppe. Die Absage wurde von der Band nicht weiter kommentiert, jedoch gab der Veranstaltungsort in Castlemaine an, das für den Folgetag geplante Konzert sei aus „medizinischen Gründen“ abgesagt worden.

## Diskografie

### Alben
- Spacegirl & Other Favorites (1993)
- Methodrone (1995)
- Take It From The Man! (1996)
- Their Satanic Majesties' Second Request (1996)
- Thank God For Mental Illness (1996)
- Give It Back! (1997)
- Strung Out in Heaven (1998)
- Bravery, Repetition and Noise (2001)
- And This Is Our Music (2003)
- Spacegirl & Other Favorites (Reissue) (2003)
- Tepid Peppermint Wonderland: A Retrospective (2004)
- My Bloody Underground (2008)
- Who Killed Sgt Pepper? (2010)
- Aufheben (2012)
- Revelation (2014)
- Musique de Film Imaginé (2015)
- Third World Pyramid (2016)
- Don’t Get Lost (2017)
- Something Else (2018)
- The Brian Jonestown Massacre (2019)
- Fire Doesn't Grow on Trees (2022)
- The Future Is Your Past (2023)

### Singles
- She Made Me/Evergreen (1992)
- Convertible/Their Majesties 2nd Request (Enrigue's Dream) (1993)
- Hide & Seek/Methodrone (Live at the Compound) (1994)
- Cold To The Touch/Anemone (1995)
- Never Ever/ Feelers (1996)
- Not If You Were The Last Dandy On Earth/ 30 min speech by Anton about how he met the Dandys (1997)
- This Is Why You Love Me/Satellite/Servo/Courtney Taylor (1997)
- Love/Nothing To Lose/Let's Pretend That It's Summer/I've Been Waiting/The Devil May Care (Mom & Dad Don't) /I've Been Waiting (alternate version) (1997)
- This Is Why You Love Me/Lantern/Maleka (1998)
- Love/Wasting Away (Demo)/This Is Why You Love Me (1998)
- Prozac vs Heroin/Nailing Honey To The Bee (2003)
- If Love Is The Drug Then I Want To OD/When Jokers Attack (2003)
- If Love Is The Drug Then I Want To OD/When Jokers Attack/Starcleaner/Here It Comes (2003)
- Tepid Peppermint Wonderland A Retrospective w/ Who?/This Is Why You Love Me/Open Heart Surgery/When Jokers Attack/Pseu Braun interviews Anton Newcombe Live on WFMU 10/2003 (2004)
- Illuminomi/There's a War Going On (2010)
- La Façon Dont La Machine Vers l'Arrière b/w La Façon Dont La Machine Vers l'Arrière (Al Lover Remix) (2016)
- Bout Des Doigts/Fingertips (2016)
- The Sun Ship/Playtime (2016)
- Groove is in the Heart/Throbbing Gristle (2017)
- Open Minds Now Close/Melody's Actual Echo Chamber/Öppna Sinnen Stängs Nu (2017)
- Dropping Bombs on the Sun (UFO Paycheck)/Geldenes Herz Menz (2017)
- Hold That Thought/Drained (2018)
- Forgotten Graves/Tombes Oubliées (2018)
- The Brian Jonestown Massacre: Before You Forget/The Telescopes: Come Down My Love (Anton Newcombe Remix) (2021)
- The Real/Where Do We Go From Here? (2022)

### EPs
- Bringing It All Back Home Again (1999)
- Zero (Songs from Bravery, Repetition and Noise) (2000)
- If I Love You (2001)
- We Are The Radio (2005)
- Smoking Acid (2009)
- You Love Me (2009)
- Revolution Number Zero (2013)
- Mini Album Thingy Wingy (2015)